# Heavy Weather
Heavy Weather ist das siebte Studioalbum der Fusion-Band Weather Report aus dem Jahr 1977 und wird als Meilenstein des Jazz-Rock angesehen.

## Allgemeines
Das 1976 eingespielte Album wurde 1977 bei Columbia Records veröffentlicht. Es war das zweite Album der Gruppe mit dem E-Bass-Virtuosen Jaco Pastorius, der hier das erste Mal auf allen Stücken mitspielte. Auf dem Album Heavy Weather wurde zum ersten Mal das heute als Jazzstandard geltende Stück Birdland veröffentlicht. Bei Birdland handelt es sich um eine Instrumentalkomposition von Joe Zawinul, die von vielen Bands, wie zum Beispiel Buddy Rich, Maynard Ferguson’s Big Band und The Manhattan Transfer (als Gesangsstück mit Liedtext von Jon Hendricks), ins Repertoire übernommen wurde. Birdland ist benannt nach einem Jazzclub in New York, dem Birdland, der sich wiederum nach dem Spitznamen von Charlie Parker, Bird, der oft in dem Club aufgetreten ist, benannt hatte. Das Stück ist ein Tribut an Parker und den Club, den der junge Zawinul oft besucht hatte, und in dem er seine spätere Frau kennenlernte.
Das Album markierte den Durchbruch für Jaco Pastorius, der nicht nur zwei eigene Stücke – Teen Town und Havona – beisteuerte, sondern auch als Co-Produzent erheblichen Einfluss auf die Klanggestaltung dieser Produktion hatte.

## Besetzung

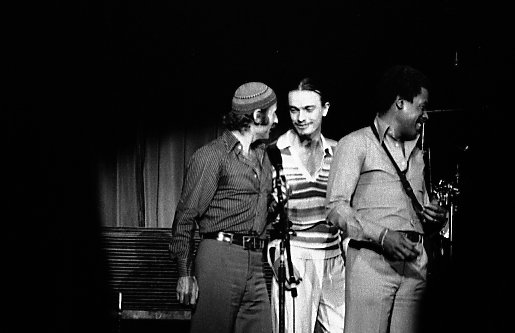
Zawinul, Pastorius, Shorter

- Joe Zawinul – Analogsynthesizer (ARP 2600) (Tracks 1-4,6-8), Analogsynthesizer (Oberheim Polyphon) (1-4,8), E-Piano (Fender Rhodes) (2-4,6,7), Piano (Yamaha Flügel) (1,4,7,8), Stimme (1), Melodica (1,3), Gitarre (7), Tabla (7)
- Wayne Shorter – Sopransaxophon (1,3-4,6-8), Tenorsaxophon (1,2,6)
- Jaco Pastorius – Fretless Bass (1-4,6-8), Mandoloncello (1,7), Stimme (1), Schlagzeug (3), Steeldrums (6)
- Alex Acuña – Schlagzeug (1-2,4,6-8), Congas (5), Tomtoms (5), Handclap (7)
- Manolo Badrena – Tamburin (1), Congas (3,5,6), Timbales (5), Perkussion (6,7)

## Titelliste
Seite 1
1. Birdland (Joe Zawinul) – 5:57
2. A Remark You Made (Zawinul) – 6:51
3. Teen Town (Jaco Pastorius) – 2:51
4. Harlequin (Wayne Shorter) – 3:59
Seite 2
5. Rumba Mamá (Alex Acuña, Manolo Badrena) – 2:11
6. Palladium (Shorter) – 4:46
7. The Juggler (Zawinul) – 5:03
8. Havona (Pastorius) – 6:01

## Rezeption
Die Fachzeitschrift Down Beat besprach das Album im Mai 1977, wobei es die Höchstwertung (5 Sterne) erhielt, obgleich dem Rezensenten zwei Stücke nicht zusprachen. Aber die anderen Stücke seien von einer solchen Güte, dass das Album entsprechend als ein Leckerbissen („Smörgasbröd“) einzustufen sei. Auch andere Kritiken lobten das Album ähnlich. Für Pat Metheny ist es die beste Platte von Weather Report. Das Album verkaufte sich alleine in den Vereinigten Staaten mehr als eine halbe Million Mal und wurde Ralf Dombrowski zufolge „zu einem paradigmatischen Album für die folgenden Jahre des Jazzrock und -pop.“
Die Musikzeitschrift Jazzwise wählte das Album auf Platz 20 in der Aufstellung von The 100 Jazz Albums That Shook the World auf; Stuart Nicholson schrieb:

“Sometimes, when listening to Weather Report at their best and this is one of their very best, it’s worth pinching yourself as a reminder that at their heart, this band comprised one of jazz’s most basic jazz configurations. It’s simply, saxophone, piano, bass, drums and percussion. Then, listen to ‘Birdland’, later covered by Manhattan Transfer and Maynard Ferguson, and wonder. Listen to the boost Pastorius gives the band, especially on his own compositions Havona and Teen Town. Reaching number 30 on the Billboard album chart, even today Heavy Weather remains as stunning in its overall effect as the day it was made.”

„Manchmal, wenn man Weather Report von ihrer besten Seite hört, und das ist einer ihrer besten, lohnt es sich, sich selbst zu Kneifen als Erinnerung, dass diese Band in ihrem Herzen aus einer der grundlegendsten Jazzkonfigurationen des Jazz besteht. Es ist einfach Saxophon, Klavier, Bass, Schlagzeug und Perkussion. Dann Birdland zu hören, das später von Manhattan Transfer und Maynard Ferguson gecovert wurde, und sich wundern. Hören Sie den Schub, den Pastorius dieser Band gibt, vor allem auch auf seine eigenen Kompositionen Havona und Teen Town. Heavy Weather erreichte Platz 30 der Billboard Album-Charts und bleibt in seiner Gesamtwirkung auch heute noch so atemberaubend wie am ersten Tag.“

Das Album wurde 2011 in die Grammy Hall of Fame aufgenommen.

## Erfolg
Billboard-Albumcharts (USA)
- 1977: „Jazz Albums“, Platz 1
- 1977: „Pop Albums“, Platz 30
- 1977: „Black Albums“, Platz 33